# (6080) Lugmair
(6080) Lugmair (1981 EY26) – planetoida z pasa głównego asteroid okrążająca Słońce w ciągu 5,69 lat w średniej odległości 3,19 j.a. Odkryta 2 marca 1981 roku.